# Мунблит, Георгий Николаевич
Гео́ргий Никола́евич Мунбли́т (11 августа 1904, Цюрих, Швейцария — 1994) — российский прозаик и драматург, литературный критик, сценарист, автор мемуаров.

## Биография
Печатался с 1925 года. Окончил литературное отделение историко-этнологического факультета МГУ имени М. В. Ломоносова (1929). Член Союза писателей СССР (1935).
Умер в 1994 году. Похоронен на Ваганьковском кладбище в Москве (участок 20).

### Проза
- Рассказы о писателях: Багрицкий, Ильф, Петров, Макаренко. М., 1962
- Рассказы о писателях. М., 1968.
- Рассказы о писателях. М., 1976
- Давние времена: Рассказы о писателях и другие сочинения. М., 1983
- Рассказы о писателях и маленькая повесть. М., 1989

## Фильмография
- 1932 — Горизонт — сценарист (в соавторстве с В. Шкловским)
- 1940 — Музыкальная история — сценарист (в соавторстве с Евг. Петровым)
- 1941 — Антон Иванович сердится — сценарист (в соавторстве с Евг. Петровым)
- 1970 — Кентервильское привидение (мультфильм) — сценарист (по Оскару Уайльду)